# Home Nations Championship 1890
Die Ausgabe 1890 des Turniers Home Nations Championship in der Sportart Rugby Union (das spätere Five Nations bzw. Six Nations) fand vom 1. Februar bis zum 15. März statt. Turniersieger wurden gemeinsam England und Schottland.

## Teilnehmer
| Land       | Stadion                     | Stadt                 | Kapitän                        |
| ---------- | --------------------------- | --------------------- | ------------------------------ |
| England    | Crown Flatt / Rectory Field | Dewsbury / Blackheath | Andrew Stoddart / John Hickson |
| Irland     | Lansdowne Road              | Dublin                | Robert Warren                  |
| Schottland | Raeburn Place               | Edinburgh             | Bill Maclagan / Matthew McEwan |
| Wales      | Cardiff Arms Park           | Cardiff               | Frank Hill / Arthur Gould      |

## Tabelle
|    | Land       | Spiele | Siege | Unent. | Ndlg. | Spiel- punkte | Diff. | Tabellen- punkte |
| -- | ---------- | ------ | ----- | ------ | ----- | ------------- | ----- | ---------------- |
| 1. | England    | 3      | 2     | 0      | 1     | 1:0           | + 1   | 4                |
| 1. | Schottland | 3      | 2     | 0      | 1     | 2:1           | + 1   | 4                |
| 3. | Wales      | 3      | 1     | 1      | 1     | 1:2           | − 1   | 3                |
| 4. | Irland     | 3      | 0     | 1      | 2     | 1:2           | − 1   | 1                |

## Ergebnisse
Für das Spielergebnis zählte die Anzahl erzielter Tore. Ein Tor wurde für eine erfolgreiche Erhöhung nach einem Versuch oder für ein Dropgoal gegeben. Endete das Spiel unentschieden nach Anzahl der Tore, zog man die nicht erhöhten Versuche hinzu, um einen Gewinner zu ermitteln. Gab es danach immer noch keinen eindeutigen Sieger, so trennten sich beide Teams unentschieden.
Ergebnisnotation: 
 T = Try (Versuch); G = Goal (Tor nach Versuch); D = Dropgoal
(in Klammern die Anzahl erzielter Tore)
| 1. Januar 1890 | Wales           | 1T : 1G 2T    | Schottland                                        | Cardiff Arms Park, Cardiff Zuschauer: 10.000 Schiedsrichter: E. M. McAllister (Irland) |
| 1. Januar 1890 | Versuche: Gould | (0:1) Bericht | Versuche: Darsie Duke Maclagan Erhöhungen: McEwan | Cardiff Arms Park, Cardiff Zuschauer: 10.000 Schiedsrichter: E. M. McAllister (Irland) |

| 15. Februar 1890 | England | 0 : 1T        | Wales             | Crown Flatt, Dewsbury Zuschauer: 5.000 Schiedsrichter: R. D. Rainie (Schottland) |
| 15. Februar 1890 |         | (0:0) Bericht | Versuche: Staddan | Crown Flatt, Dewsbury Zuschauer: 5.000 Schiedsrichter: R. D. Rainie (Schottland) |

| 22. Februar 1890 | Schottland                       | 1T 1D : 0     | Irland | Raeburn Place, Edinburgh Schiedsrichter: H. L. Ashmore (England) |
| 22. Februar 1890 | Versuche: Orr Dropgoals: Boswell | (1:0) Bericht |        | Raeburn Place, Edinburgh Schiedsrichter: H. L. Ashmore (England) |

| 1. März 1890 | Irland                                | 1G : 1G       | Wales                                 | Lansdowne Road, Dublin Zuschauer: 7.000 Schiedsrichter: F. W. Burnand (England) |
| 1. März 1890 | Versuche: Dunlop Erhöhungen: J. Roche | (1:1) Bericht | Versuche: Thomas Erhöhungen: Bancroft | Lansdowne Road, Dublin Zuschauer: 7.000 Schiedsrichter: F. W. Burnand (England) |

| 1. März 1890 | Schottland | 0 : 1G 1T     | England                                     | Raeburn Place, Edinburgh Zuschauer: 8.000 Schiedsrichter: Joseph Chambers (Irland) |
| 1. März 1890 |            | (0:1) Bericht | Versuche: Dyson Evershed Erhöhungen: Jowett | Raeburn Place, Edinburgh Zuschauer: 8.000 Schiedsrichter: Joseph Chambers (Irland) |

| 15. März 1890 | England                            | 3T : 0        | Irland | Rectory Field, Blackheath Zuschauer: 12.000 Schiedsrichter: Andrew Wauchope (Schottland) |
| 15. März 1890 | Versuche: Morrison Rogers Stoddart | (0:0) Bericht |        | Rectory Field, Blackheath Zuschauer: 12.000 Schiedsrichter: Andrew Wauchope (Schottland) |